# Manuel Ruiz Zorrilla

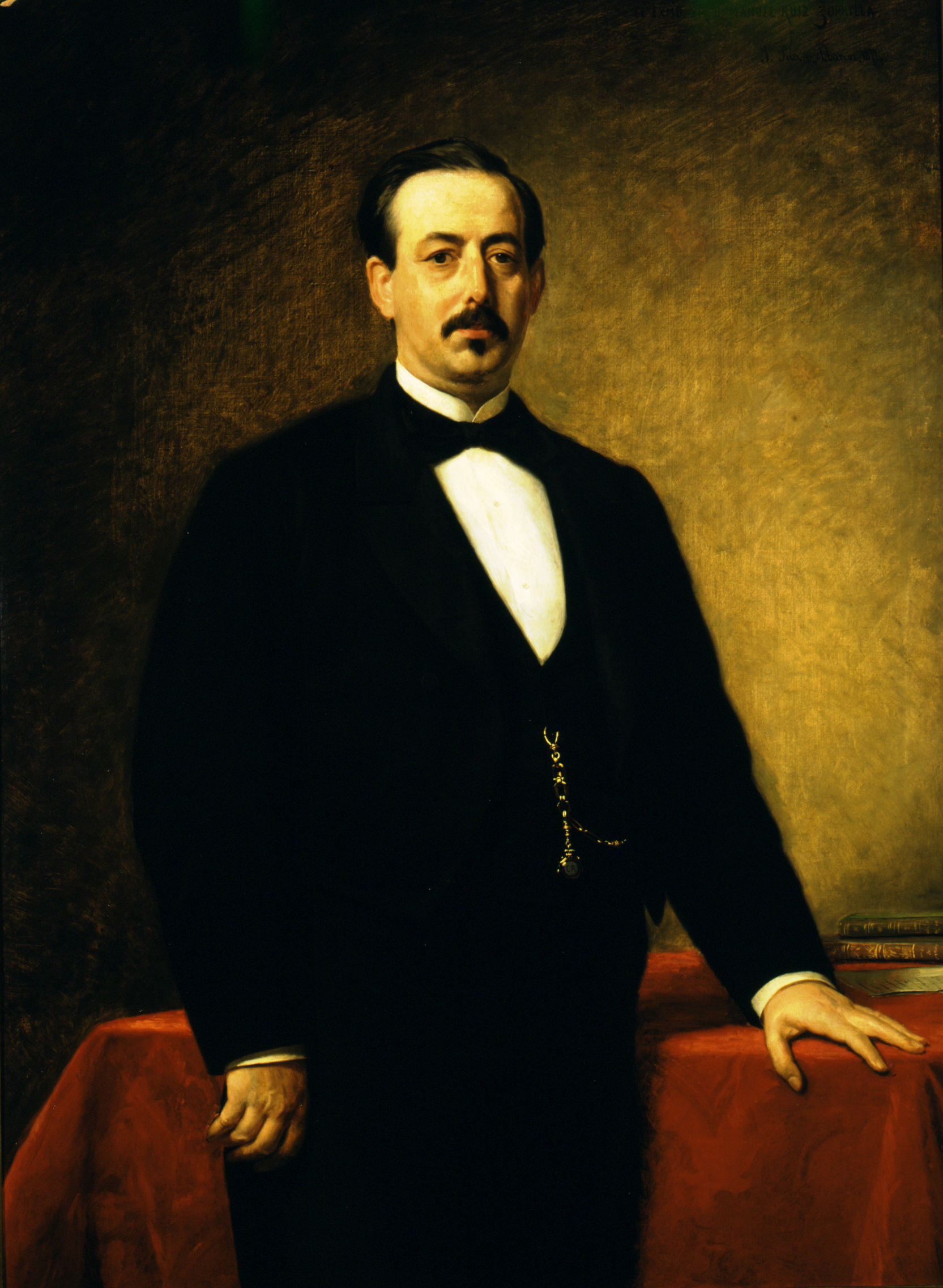
Manuel Ruiz Zorrilla.

Manuel Ruiz Zorrilla, född 22 mars 1834 i El Burgo de Osma i Kastilien, död 13 juni 1895 i Burgos, var en spansk politiker. 
Zorrilla studerade juridik i Valladolid, blev advokat i Madrid och valdes 1856 till deputerad i Cortes Generales, där han anslöt sig till progressisterna. Han deltog i resningen i juni 1866 och flydde till Frankrike. Vid revolutionen i september 1868 befann han sig i Cádiz och ingick i provisoriska styrelsen som minister för allmänna arbeten. 
Under marskalk Francisco Serrano y Domínguez första regentskap blev Zorrilla i juni president i Cortes Generales. Han understödde hertigens av Aosta (Amadeus) tronkandidatur och ställdes i spetsen för den deputation, som i Florens erbjöd denne Spaniens krona. Zorrilla blev undervisningsminister i den första ministären under kung Amadeus (4 januari 1871), stod juli till oktober 1871 i spetsen för en progressistisk ministär och bildade i juni 1872 ett radikalt kabinett. 
Efter kung Alfons tronbestigning 1874 tvingades Zorrilla, mest på grund av sina republikanska strävanden, gå i landsflykt och var därefter länge medelpunkt för den republikanska agitationen, i vars tjänst han tid efter annan utsände manifest från Frankrike och Genève. För sitt deltagande i 1884 års militärrevolt dömdes han samma år in contumaciam till döden. Efter erhållen amnesti återvände han 1894 till hemlandet.